# Špičník (rybník)
Rybník Špičník o rozloze vodní plochy 0,9 ha se nalézá na okraji lesa asi 1 km jižně od centra obce Vysoké Chvojno v okrese Pardubice. Pod hrází prochází zeleně značený turistický Okruh Hluboký od Hlubokého rybníka. Rybník představuje lokální biocentrum pro rozmnožování obojživelníků a je využíván též pro chov ryb.

## Galerie

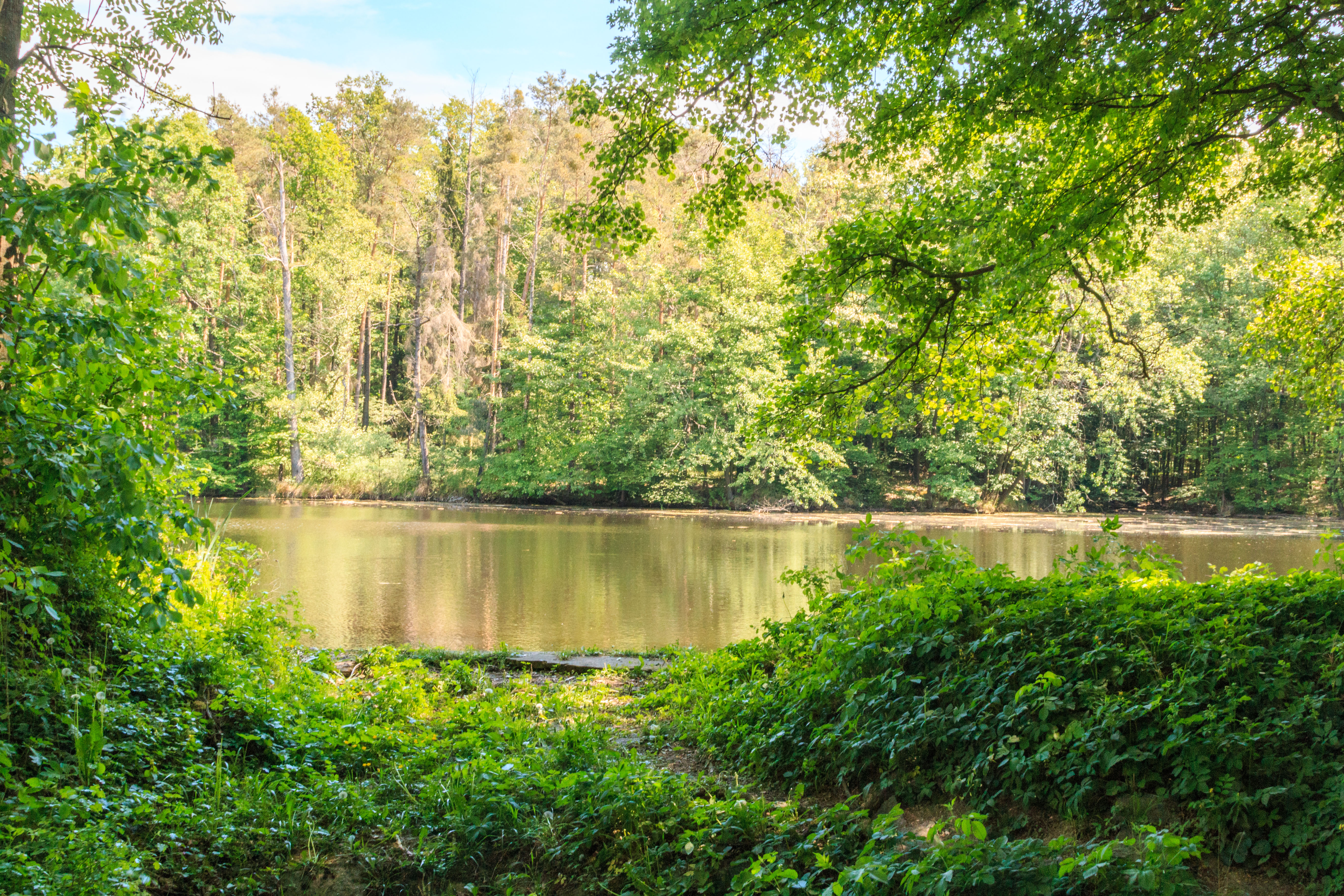
pohled na rybník Špičník
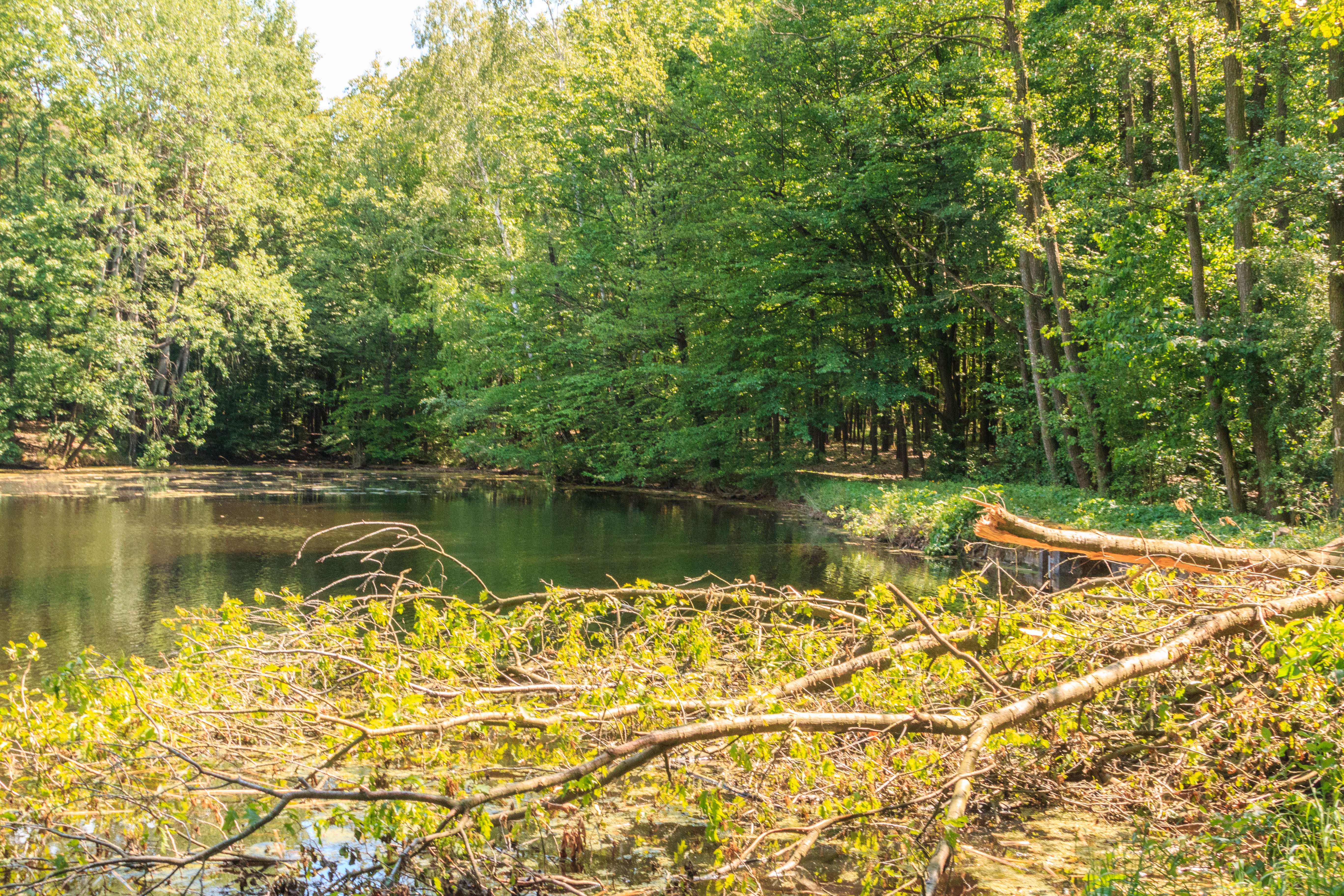
pohled na rybník Špičník
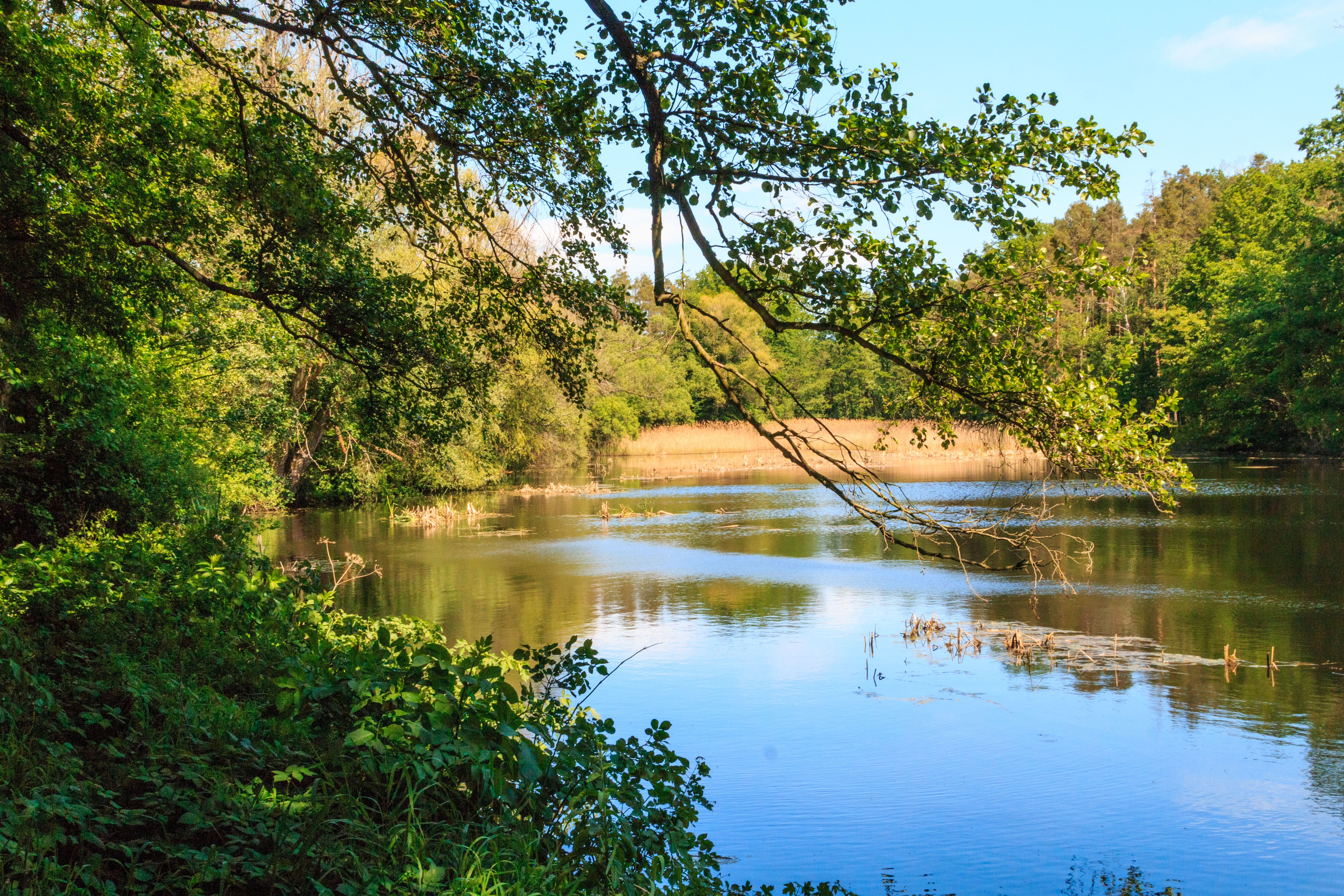
pohled na rybník Špičník
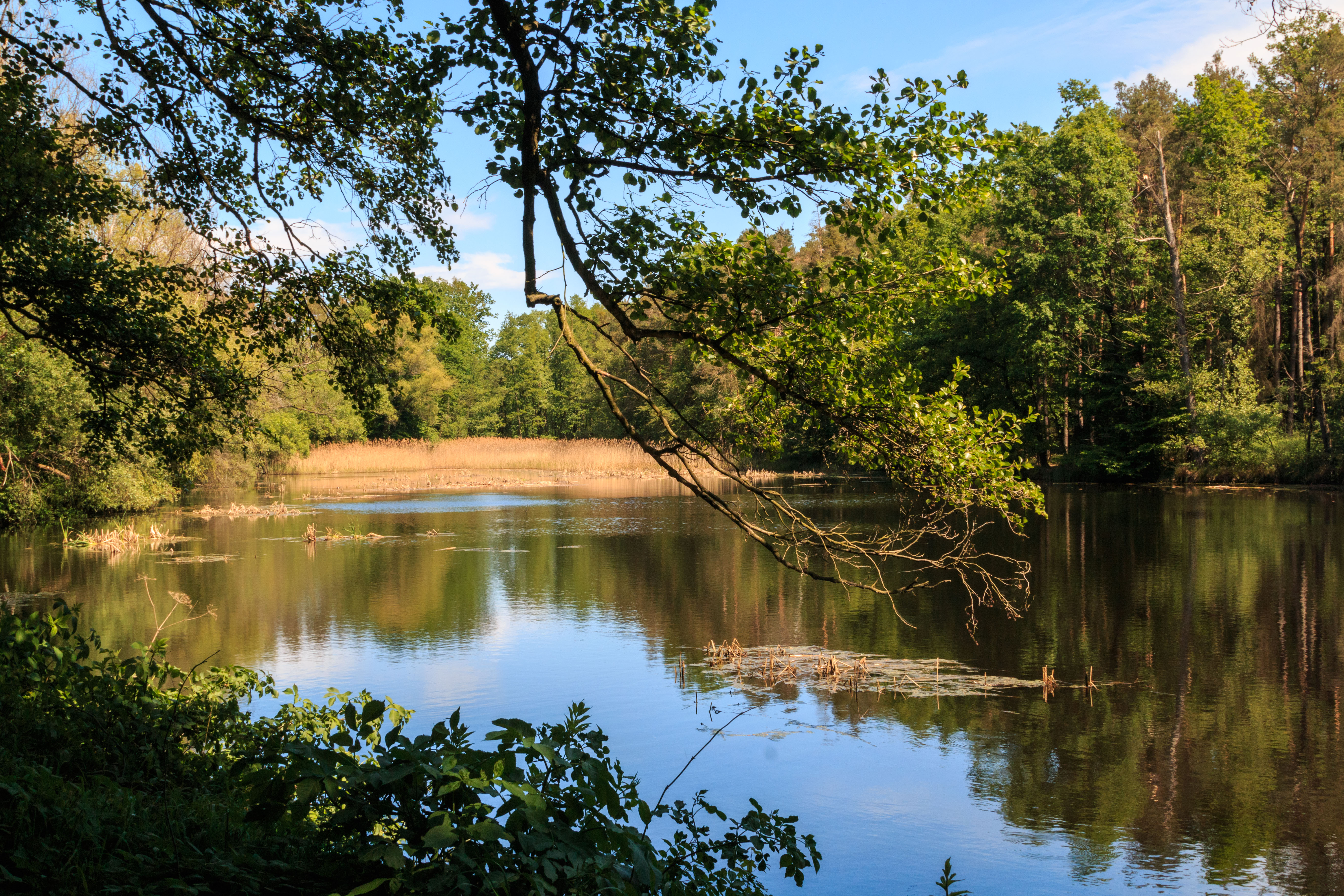
pohled na rybník Špičník